# セルトロヴォ
座標: 北緯60度8分42秒 東経30度12分16秒 / 北緯60.14500度 東経30.20444度

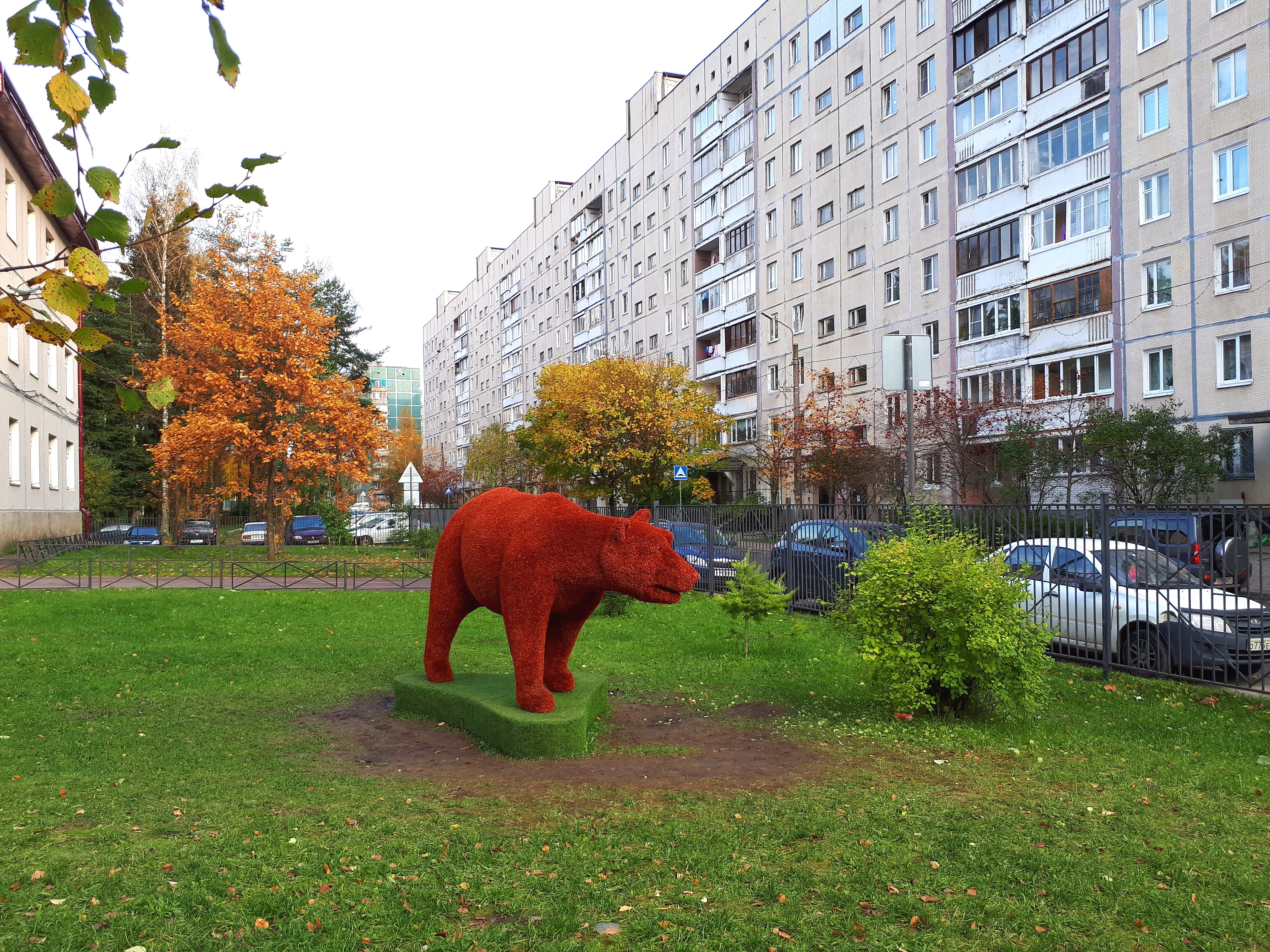

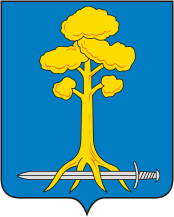
市章

セルトロヴォ（Sertolovo、ロシア語：Се́ртолово、フィンランド語: Sierattala）は、ロシア・レニングラード州の都市。人口は6万8241人（2021年）。サンクトペテルブルクの北に隣接し、人口が増加している。
セルトロヴォの街ができたのは1936年で、以前居住していたイングリア・フィン人が強制移住させられたあとに建設された。1977年には都市的集落となり、1999年には町に昇格した。